# Klešice
Klešice är en ort i Tjeckien.   Den ligger i regionen Pardubice, i den centrala delen av landet, 90 km öster om huvudstaden Prag. Klešice ligger 254 meter över havet och antalet invånare är 304.
Terrängen runt Klešice är platt åt nordost, men åt sydväst är den kuperad.Runt Klešice är det tätbefolkat, med 427 invånare per kvadratkilometer. Närmaste större samhälle är Pardubice, 10,9 km nordost om Klešice. Trakten runt Klešice består till största delen av jordbruksmark.